# Nova Era da Stronda
Nova Era da Stronda (abreviado Nova Era) es el álbum debut de la banda Bonde da Stronda, fue lanzado por el sello Galerão Records en 9 de agosto de 2009.

## Listado de canciones
1. "Intro" 1:18
2. "XXT" 3:17
3. "Playsson Raiz" 3:36
4. "Nossa Química" 4:18
5. "Garota Diferente" 3:11
6. "Mar Playsson" 3:02
7. "Nova Era da Stronda" 4:03
8. "Do Jeito que eu Quero" 3:37
9. "O Ciclo" 3:40
10. "Belo Par (feat. Tathi Kiss)" 3:58
11. "Romance (feat. Davi Vianna)" 3:02
12. "Pra Ouvir No Seu Carro" 4:44
13. "Eu Não sei Dizer" 2:46
14. "Surf Girl" 4:10
15. "Noite Insana" 5:11
16. "Só Pros Verdadeiros" 5:03
17. "Quando Você Menos Esperar (feat. Diwali)" 5:03
18. "Mansão Thug Stronda (feat. Mr. Catra)" 6:09
19. "Come to The Floor (feat. Charlie Jackson)" 4:13
20. "Nossa Química(Funk)" 4:44

## Video musical
| año  | canción             | Info                                                                      |
| ---- | ------------------- | ------------------------------------------------------------------------- |
| 2010 | Playsson Raiz       | - 11 de abril de 2010 - Galerão Filmes - Ralph Richter                    |
| 2010 | Mansão Thug Stronda | - 18 de septiembre de 2010 - Galerão Filmes - Ralph Richter/Tiago Cortezi |

## Personal
| Bonde da Stronda - Mr. Thug – Voz, compositor (Todas las pistas) - Léo Stronda – Voz, compositor | Personal adicional - Davi Vianna – Voz, compositor "Romance" - Tathi Kiss – Voz "Belo Par" - Viviane Balbino – Voz intérprete "Surf Girl" - Diwali – Voz, compositor "Quando Você Menos Esperar" - Mr.Catra – Voz "Mansão Thug Stronda" - Charlie Jackson – Voz "Come To The Floor" |

Productor
- Dennis Dj
- Victor Junior